# Pedras de Maria da Cruz
Pedras de Maria da Cruz is een gemeente in de Braziliaanse deelstaat Minas Gerais. De gemeente telt 11.877 inwoners (schatting 2009).

## Aangrenzende gemeenten
De gemeente grenst aan Ibiracatu, Itacarambi, Januária, Japonvar, Lontra, São Francisco en Varzelândia.